# Emilie Fontane
Georgine Emilie Caroline Fontane (geborene Rouanet; * 14. November 1824 in Dresden; † 18. Februar 1902 in Berlin) war die Ehefrau des Dichters Theodor Fontane.

## Leben

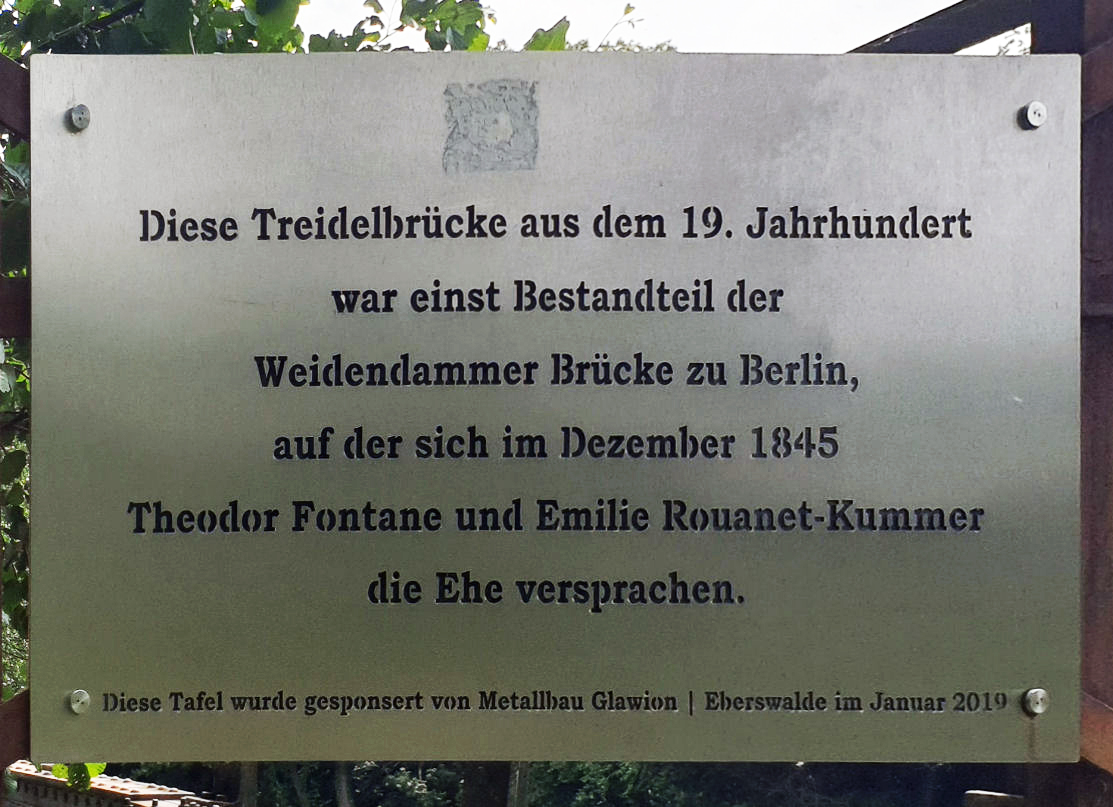
Gedenktafel in Eberswalde

Die Mutter Thérèse Rouanet war eine Tochter des französischen Stadtkämmerers Jean Pierre Barthélemy Rouanet in Beeskow. Sie lebte 1823 als Predigerswitwe mit drei Kindern im elterlichen Haus und begegnete dort dem kurzzeitig stationierten  Bataillonsarzt Georg Bosse.
Die uneheliche Tochter Emilie wurde in Dresden geboren und evangelisch getauft. Sie wuchs die ersten drei Jahre bei ihrem Onkel August Rouanet in Wermsdorf bei Oschatz auf. 1827 wurde sie zur Adoption an den Globenhersteller Karl Wilhelm Kummer (1785–1855) und seine Frau nach Berlin gegeben. Emilie wuchs dort in unsteten Verhältnissen auf, da die Ehefrau bald starb und sie danach von einer Dienstmagd versorgt wurde, die sie auf Kasernenhöfen warten ließ oder an Bettgestelle band, wenn sie mit Soldaten beschäftigt war.
1835 begegnete die zehnjährige Emilie erstmals dem fünfzehnjährigen Theodor Fontane im Haus seiner Tante,  in dem sie öfter zu Besuch war. Es entwickelte sich daraus aber zunächst kein weiterer Kontakt.
Emilie besuchte eine Schule und mit 15 Jahren ein Pensionat.
1844 begegnete sie wieder Theodor Fontane in Berlin, 1845 verlobten sich beide. Danach lebte Emilie Rouanet fünf Jahre lang bei verschiedenen Bekannten und zeitweise bei Fontanes Eltern in Letschin.
1850 heirateten beide, nachdem er ein etwas sichereres Einkommen hatte. In den folgenden Jahren gebar Emilie Fontane sieben Kinder, von denen vier das Erwachsenenalter erreichten.

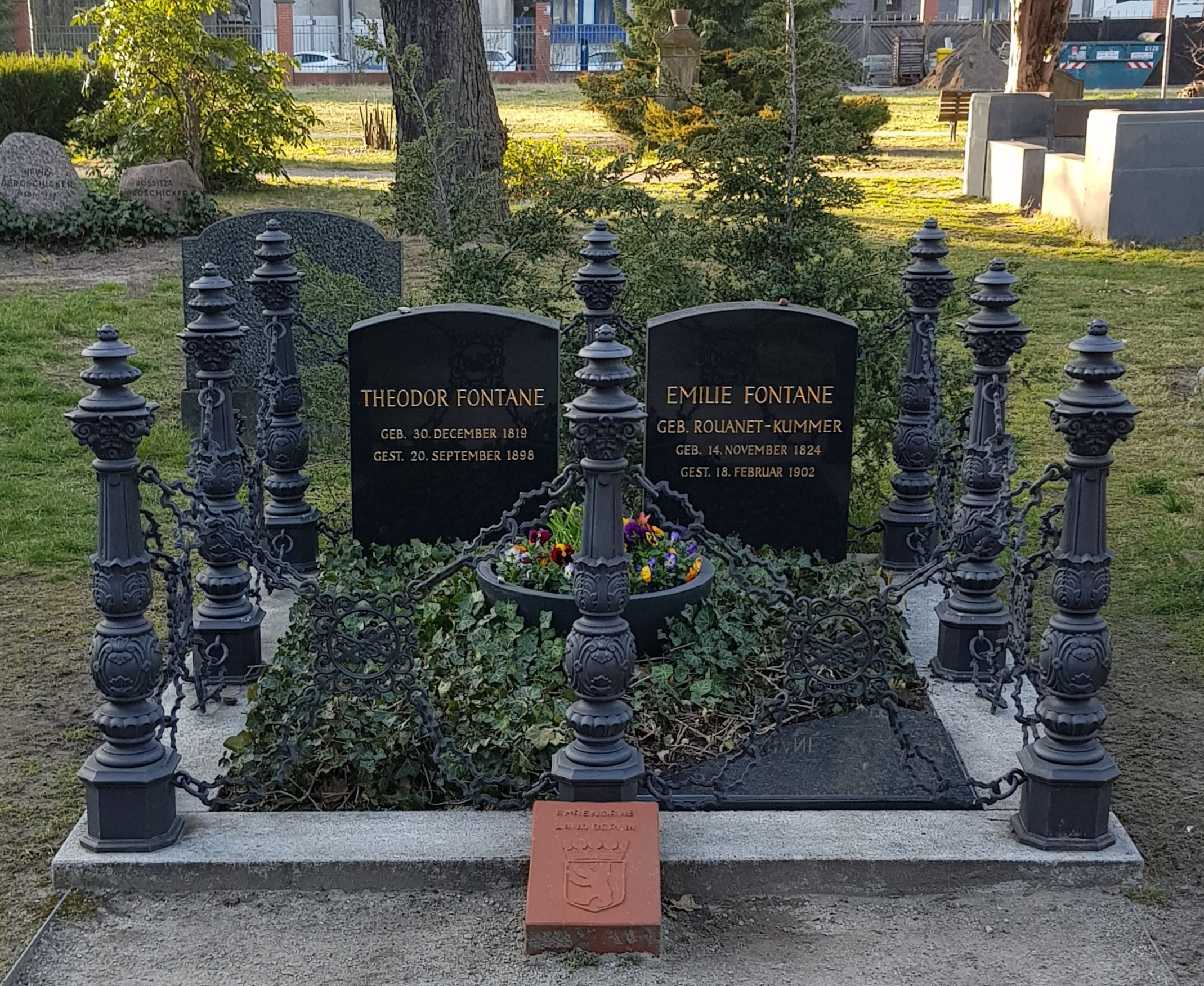
Grab von Theodor und Emilie Fontane im März 2022

Emilie Fontane wurde eine wichtige Mitarbeiterin ihres Mannes. Sie schrieb alle seine Manuskripte in Reinschrift ab und organisierte den Haushalt und Kontakte während seiner Abwesenheiten.
Emilie Fontane litt unter den finanziell unsicheren Lebensbedingungen, dem Verlust von vier Kindern, einer schwächlichen Gesundheit und der häufigen Abwesenheit ihres Mannes. Sie neigte zu depressiven Empfindungen.
1855 lebte die junge Familie für anderthalb Jahre in London, wo Theodor Fontane als Journalist arbeitete. Aus finanziellen Gründen musste Emilie Fontane jedoch nach Berlin zurückkehren, wo sie 1856 Theodor „Theo“ Fontane zur Welt brachte. Zwischen 1874 und 1876 reisten die Eheleute mehrmals nach Italien und in weitere Länder. Schwere Ehekrisen ergaben sich, als Theodor Fontane 1870 und 1876 Anstellungen mit sicheren Einkünften zugunsten seiner Tätigkeit als freier Schriftsteller aufgegeben hatte. Nach dem Tod ihres Mannes 1898 ordnete Emilie Fontane den Nachlass. In ihrem Testament von 1892 verfügte sie nachträglich, dass die Besitz- und Urheberrechte am Fontane-Nachlass gleichmäßig auf die Kinder übergehen. 1902 starb sie in Berlin und wurde auf dem französisch-reformierten Friedhof in Berlin-Mitte begraben. Dort hat sie ein Ehrengrab mit ihrem Mann Theodor Fontane.
In Beeskow wurde ein Gebäude  des Rouanet-Gymnasiums nach ihr Emilie benannt.

## Ehe und Nachkommen
Emilie war mit Theodor Fontane seit 1850 verheiratet. Sie hatten sieben Kinder:
- George Fontane (1851–1887), der Offizier wurde und im Juni 1886 Martha Robert, die Tochter eines reichen Berliner Justizrats heiratete[3]
- Rudolf Fontane (1852–1852)
- Peter Fontane (1853–1854)
- Ulrich Fontane (1855–1855)
- Theodor Henri „Theo“ Fontane (1856–1933)
- Martha „Mete“ Fontane (1860–1917)
- Friedrich „Friedel“ Fontane (1864–1941), wurde Verleger und gab die Werke seines Vaters heraus

## Briefwechsel
Von Emilie Fontane sind mehrere Bände mit Briefwechseln erschienen.
- Gotthard Erler: Die Zuneigung ist etwas Rätselvolles: eine Ehe in Briefen. Emilie und Theodor Fontane. Aufbau Verlag, Berlin 2018, ISBN 978-3-351-03717-8
- Gotthard Erler: Theodor Fontane. Meine liebe Mete. Ein Briefgespräch zwischen Eltern und Tochter. Aufbau Verlag, Berlin 2001, ISBN 3-7466-5288-X
- Gotthard Erler: Der Ehebriefwechsel. Emilie und Theodor Fontane. 3 Bde. Aufbau Verlag, Berlin 1998.